# جون مورين
جون مورين (بالفرنسية: Jean Morin)‏ (23 جوان 1916 - 6 سبتمبر 2008) ، كان قاضيا في محكمة الحسابات ، مقاوم ، مسؤول رفيع المستوى ، أمين عام للتاجر البحري ، وفي التقاعد ، مدير أو رئيس العديد من الشركات ، وغالبا ما يكون موجها على صفقات البحر ، أو تلك المتعلقة بالدعاية.

## السيرة
في 1 ديسمبر 1960 ، تم تعيينه من قبل الجنرال ديغول كمندوب عام في الجزائر ، ليحل محل بول ديلوفرير ، الذي كان يحمل لقب المندوب العام للحكومة في الجزائر. أثناء «انقلاب» أبريل 1961 ، تم القبض على جان مورين من قبل قوات الكوماندوز المظلي ، لكنه احتجز في البداية في غرفة مع خط هاتف إلى الخارج. مما يسمح له بنقل أوامره ، والتواصل مع الحكومة. تم احتجازه بضعة أيام ، مع أشخاص آخرين موالين للجنرال ديغول (روبرت بورون ، الجنرالات غامبيز ، فيزينيت وبولي) في جنوب الجزائر (في عين صالح).
مهمته في الجزائر ملطخة بالدماء من هجمات منظمة الجيش السري وجبهة التحرير الوطني ، التي ارتكبت ضد الجزائريين والفرنسيين في الجزائر. إنه ملزم بأن يطلب تعزيزات في محافظة الشرطة للقبض على بعض الأعضاء المهمين في منظمة الجيش السري. في مارس 1962 ، تم استبداله بكريستيان فوشيت الذي تم تعيينه المفوض السامي لفرنسا في الجزائر ، مع عبد الرحمن فارس ، رئيس السلطة التنفيذية المؤقتة .